# Толстоквасово
Толстоквасово — деревня в Нерехтском районе Костромской области. Входит в состав Волжского сельского поселения.

## География
Находится в юго-западной части Костромской области на расстоянии приблизительно 31 км на восток по прямой от районного центра города Нерехта в 3 км от города Волгореченск на юго-запад.

## История
Известна с 1872 года, когда здесь было учтено 18 дворов, в 1907 году отмечено было 40 дворов. Ныне имеет дачный характер.

## Население
Постоянное население составляло 133 человека (1872 год), 190 (1897), 235 (1907), 4 в 2002 году (русские 100 %), 0 в 2022.